# Кристин Каст
Кристин Каст (на английски: Kristin Cast) е американска писателка на бестселъри в жанра фентъзи и хорър.

## Биография и творчество
Кристин Каст е родена на 4 ноември 1986 г. в Тълса, Оклахома, САЩ. Дъщеря е на писателката Филис Кристин Каст (П.С.Каст). Завършила е през 2005 г. елитната гимназия „Broken Arrow Senior“ в Брокен Ароу, Оклахома. В гимназията печели награди за свои стихове, работи като журналист за училищния вестник „Приказките на тигъра“ и като редактор за списанието на гимназията „Очите на тигъра“. Учи ветеринарна медицина в Североизточния университет в Талекуа, Оклахома.
Започва да пише фентъзи хорър заедно с майка си и през 2007 г. е издаден първият роман „Белязана“ от популярната поредица „Училище за вампири“. Действието се развива в паралелната вселена на Тълса, Оклахома, на фона на сградите и околностите му, където живеят заедно хора и вампири. Главната героиня Зоуи Редбърд е „белязана“ да постъпи в мистичното училище-пансион за вампири „Домът на нощта“. В него тя ще открие нов начин на живот, нова дарба и специални сили, нови приятели, и много на брой опасности, предизвикателства и тайнствени обрати.
Романите от серията стават бестселъри, а петата книга „Преследвана“ става №1 в списъците на бестселърите. Книгите са предпочетени и за екранизация.
Кристин Каст живее в Тълса, Оклахома.

## Произведения

### Серия „Училище за вампири“ (House of Night) – сФилис Кристин Каст
1. Marked (2007)[1][2]
Белязана, изд.: „Софтпрес“, София (2010), прев. Емилия Андонова, Маргарита Терзиева
2. Betrayed (2007)
Измамена, изд.: „Софтпрес“, София (2010), прев. Емилия Андонова
3. Chosen (2008)
Избрана, изд.: „Софтпрес“, София (2010), прев. Юлия Чернева
4. Untamed (2008)
Непокорна, изд.: „Софтпрес“, София (2010), прев. Емилия Андонова
5. Hunted (2009)
Преследвана, изд.: „Софтпрес“, София (2010), прев. Маргарита Терзиева
6. Tempted (2009)
Изкушена, изд.: „Софтпрес“, София (2010), прев. Юлия Чернева
7. Burned (2010)
Изпепелена, изд.: „Софтпрес“, София (2011), прев. Емилия Андонова
8. Awakened (2011)
Пробудена, изд.: „Софтпрес“, София (2011), прев. Емилия Андонова
9. Destined (2011)
Предопределен – фен превод[4]
10. Hidden (2012) Скрит - Фен превод
11. Revealed (2013) Разкрита - Фен превод
12. Redeemed (2014) Изупена - Фен превод

#### Новели към серията – с Филис Кристин Каст
- Dragon's Oath (2011)[1]
Клетвата на Дракон – Фен превод[5]
- Lenobia's Vow (2012)
Обетът на Ленобия – Фен превод[6]
- Neferet's Curse (2012) Проклятието на Неферет - Фен превод
- Kalona's Fall (2014) Падението на Калона - Фен превод

#### Комикси към серията
- Училище за вампири, House of Night: Legacy (2012) – с Филис Кристин Каст и Джоел Джонс

### Серия „Избягал“ (Escaped)
1. Amber Smoke (2015)[1][2]
2. Scarlet Rain (2016)

- The Scent of Salt & Sand (2016) – с Филис Кристин Каст

### Серия „Къщата на нощта в другия свят“ (House of Night Otherworld) – с Филис Кристин Каст
1. Loved (2017)[1][2]
2. Lost (2018)
3. Forgotten (2019)
4. Found (2020)

### Серия „Ключ“ (Key)
1. The Key to Fear (2020)[1][2]
2. The Key to Fury (2022)

### Разкази
- Amber Smoke (2008)
- Alone (2010)

### Сборници
- „Tempted“ в Kisses from Hell (2010) – с Кели Армстронг, Франческа Лиа Блок, Ришел Мийд и Алисън Ноел[1]
- Immortal: Love Stories With a Bite (2014) – с Рейчъл Кейн, Синтия Лейтич Смит, Клаудия Грей, Рейчъл Мийд и Танит Лий